# Сообщество демократий
Сообщество демократий (COD) - межправительственная коалиция государств, созданная в 2000 году. Её цель — объединить правительства, гражданское общество и частный сектор для достижения общей цели поддержки демократических правил, расширения политического участия, продвижения и защиты демократических свобод, а также укрепления демократических норм и институтов во всем мире. В Варшавской декларации была изложена задача продвижения демократии.

## История
Коалиция была открыта на своей первой министерской конференции, проводимой раз в два года, организованной правительством Польши в Варшаве с 25 по 27 июня 2000 года. Инициативу возглавили министр иностранных дел Польши Бронислав Геремек и госсекретарь США Мадлен Олбрайт вместе с шестью коллегами. Организаторы: правительства Чили, Чехии, Индии, Мали, Португалии и Республики Корея. Всего декларацию подписали 106 стран.
По завершении конференции участвующие правительства подписали Варшавскую декларацию, согласившись «уважать и поддерживать основные демократические принципы и практики», включая, среди прочего, свободные и справедливые выборы, свободу слова и выражения мнений, равный доступ к образованию, верховенство закон и свобода мирных собраний.

## Структура
ХПК работает на основе Варшавской декларации. С 2018 года их работа более конкретно руководствуется Стратегическим планом Сообщества на 2018-2023 годы, в котором определены следующие стратегические цели:
- Поощрение присоединения к Варшавской декларации.
- Поддержка демократической консолидации в странах с переходной экономикой.
- Углубление диалога о вызовах демократии.

Их внутренняя структура включает регулярные министерские конференции, Совет управляющих, Председательство, Постоянный секретариат, возглавляемый Генеральным секретарем, шесть рабочих групп, а также два дочерних органа.

### Рабочие группы
Рабочие группы (РГ) — это структуры, ориентированные на действия, которые способствуют реализации стратегических целей Сообщества демократий. В состав рабочих групп входят государства, представители гражданского общества и другие заинтересованные стороны демократии. Мандаты РГ утверждаются Управляющим советом, а также поддерживаются и координируются Постоянным секретариатом Сообщества демократий. В настоящее время существует шесть рабочих групп:
- Рабочая группа по расширению возможностей и защите гражданского общества.
- Рабочая группа по женщинам и демократии.
- Рабочая группа по демократии и технологиям.
- Рабочая группа по управлению и эффективности наложенного платежа.

### Постоянный секретариат
С 2009 года в Варшаве действует Постоянный секретариат ХПК, оказывающий техническую, логистическую, организационную и административную поддержку всем его органам. Нынешним главой Постоянного секретариата и, следовательно, генеральным секретарем COD является Томас Э. Гарретт, назначенный 1 сентября 2017 года.  

### Дочерние органы
Коалиция регулярно консультируется с двумя внешними организациями.

### Академический консультативный совет (AAB)
Академический консультативный совет помогает работе COD, предоставляя академическую точку зрения.

### Основа гражданского общества
Основа гражданского общества (также Ассамблея гражданского общества) относится к неправительственному процессу ХПК, включая организации гражданского общества, фонды и экспертов, занимающихся продвижением демократии. Его представляет неправительственный «Международный руководящий комитет» (ISC), в состав которого входят 26 лидеров организаций гражданского общества из всех регионов мира, председатель и заместитель председателя, а также организация, выполняющая функции секретариата ISC. В апреле 2018 года Fundacion Multitudes был избран первым постоянным секретариатом CSP, а Паулина Ибарра — председателем ISC. ISC консультирует правительства о действиях, необходимых для того, чтобы гражданское общество могло свободно работать над укреплением демократии, верховенства закона и защитой основных прав, закрепленных в Варшавской декларации. ISC координирует различные инициативы гражданского общества, в том числе форум гражданского общества, проходящий раз в два года на министерских конференциях Сообщества, в результате которого представители гражданского общества вырабатывают ряд рекомендаций к Декларации министров.